# Volumen 3 (álbum de Chébere)
Volumen 3 es el undécimo álbum de la agrupación de cuarteto Chébere. Fue editado en 1983 por el sello RCA Victor en disco de vinilo y casete y reeditado en 1996 en formato de disco compacto.

## Lista de canciones
Lado 1 (Vocalista: Pelusa)
1. «Me parece que» (Rubén Lotes, Daniel Magal, Mochín Marafioti) – 3:07
2. «Espinas luego flores» (Miguel Antonio Calderón, Angel Eduardo Videla) – 3:17
3. «Jamás serás feliz» (Angel Eduardo Videla, Wenceslao Cerini, Osvaldo Florez) – 3:42
4. «Esa mujer ocupará el primer lugar» (Angel Eduardo Videla, Eduardo Lugones) – 3:26
5. «La copa rota» (Benito de Jesús) – 3:40
6. «Mientras brillen las estrellas» (Alejandro Jaén, Carlos Toro) – 2:59

Lado 2 (Vocalista: Ángel Videla)
1. Selección 1: «El navegante del amor» (D.R.) / «Tus ojitos me vuelven loco» (D.R.) – 4:00
2. «Gotas de miel» (José Torres Liza) – 2:46 * Instrumental
3. «Aún es joven señora» (Angel Eduardo Videla, Raúl Ernesto Moyano) – 3:24
4. «Hace un mes» (Julio Erazo) – 3:31
5. «Prendete fuerte» (Oscar Anderle, Santos Lipesker, Kiko Navarro) – 2:23
6. Selección 2: «La blusa azul» (Isabelita Serpa) / «La conocí un domingo» (Rodolfo) – 4:09

## Miembros (sin acreditar)
- Locución y animación: “Pato” Lugones
- Voz: Pelusa
- Voz: Ángel Videla
- Bajo: Beto Guillén
- Teclados: Ángel Videla y Alberto Pizzichini
- Violín: "Huesito" Terragni

### Reedición de 2003
Volumen 3 fue relanzado por BMG Ariola Argentina S.A. el 7 de marzo de 2003 en versión CD junto a las 10 pistas que integran el álbum Volumen 2 de 1982, bajo el nombre de Discografía completa, volumen 2.
- Datos: Q113141756